# Ralf Waldmann
Ralf Waldmann (* 14. Juli 1966 in Hagen; † 10. März 2018 in Ennepetal) war ein deutscher Motorradrennfahrer.

## Karriere
Waldmann, Spitzname Waldi, fuhr sein erstes Rennen auf einer 80-cm³-Kawasaki und beendete es als Vierter. Sein Vater, in dessen Ennepetaler Betrieb er seine Lehre als Gas-Wasser-Installateur absolvierte, unterstützte ihn in seinen Anfangsjahren.
Sein Debüt in der Motorrad-Weltmeisterschaft gab Waldmann im Jahr 1986 beim Großen Preis von Baden-Württemberg auf dem Hockenheimring auf einer 80-cm³-Rieju, er landete auf dem 19. Platz. Durch schlechtes Material bedingt fuhr er meist mit erhöhtem Risiko und stürzte oft. Erst 1990, als er mit besserem Material fahren konnte, fuhr er beim Großen Preis von Jugoslawien mit einer 125er Maschine einen vierten Platz ein, ein Jahr später gewann er den Grand Prix von Deutschland auf dem Hockenheimring auf einer B-Kit-Honda und später gewann er auch den Grand Prix-Lauf in Assen.
In der Saison 1992 führte er nach fünf Läufen in der Weltmeisterschaftswertung souverän, allerdings konnte er nach einigen technischen Defekten die Saison nur als Dritter beenden. Im darauf folgenden Jahr wechselte Waldmann von Honda zu Aprilia und gewann das letzte Saisonrennen, den Großen Preis der F.I.M. in Jarama. Zur Saison 1994 folgte ein Wechsel zu Dieter Stapperts „HB-Racing-Team“ in die 250-cm³-Klasse. Durch die sehr guten Maschinen konnte Waldmann eine Reihe von Erfolgen einfahren, er fuhr in diesen Jahren aber gegen den fast unbesiegbaren Italiener Max Biaggi, der 1996 und 1997 zweimal knapp die Oberhand in der WM-Wertung behielt. Ralf Waldmann war einer der wenigen Piloten dieser Zeit, welche im Stande waren, dem Italiener einen Kampf Mann gegen Mann zu bieten.
Im Jahr 1998 wechselte Waldmann in die Klasse bis 500 cm³, fuhr dort aber meist nur im Mittelfeld, da die Motorleistung seiner Modenas-KR3 zu schwach war. Sein bestes Ergebnis war ein siebter Platz beim Grand Prix von Deutschland auf dem Sachsenring. Dort feierte man ihn auch wegen seines Engagements für die Strecke als Standort des deutschen Motorrad-Grand-Prix mit stehenden Ovationen. Am Ende der Saison belegte er mit 46 Punkten Rang 14 der WM-Tabelle.
In der Saison 1999 wurde Waldmann Sechster in der Weltmeisterschaftswertung bis 250 cm³. Er wechselte zurück in das Team von Dieter Stappert und Sepp Schlögl, was auch einen Wechsel auf eine 250er Aprilia bedeutete. Im ersten freien Training vom Grand Prix von Malaysia in Sepang erlitt Waldmann einen Bruch der rechten Hand und musste ohne Punkte in die Weltmeisterschaft starten. Dann erschwerten ganze Serien von schlechten Starts sein Fortkommen in der WM-Wertung. Insgesamt dreimal stand Waldmann auf dem Podest: Zweiter in Mugello, Dritter auf dem Sachsenring und wieder Zweiter in Brünn.
Das Jahr 2000 sollte das letzte komplette WM-Jahr von Ralf Waldmann werden. Mit zwei Siegen in Jerez und Donington Park wurde er am Ende der Saison mit 143 Punkten Siebter des Gesamtklassements.
Besonders hervorzuheben ist sein letzter Sieg beim Großen Preis von Großbritannien im Jahr 2000: Fast eine ganze Runde zurückliegend fuhr er nach einsetzendem Regen aufgrund seiner Wahl von Regenreifen in den letzten Runden durchs komplette Fahrerfeld, um noch in der letzten Kurve auf dem berüchtigten, rutschigen Donington Park Circuit das Rennen zu gewinnen.
Nach einem Abstecher in den Automobilsport 2001 und einigen wenigen Wildcard-Einsätzen für das UGT-3000-Team in der Motorrad-WM 2002 kehrte Ralf Waldmann nach mehr als zwei Jahren Pause 2005 wieder auf die Bühne des Motorradsports zurück und startete in der Superbike-Klasse der Internationalen Deutschen Motorradmeisterschaft (IDM). Im November 2005 erklärte Ralf Waldmann seinen endgültigen Rücktritt vom aktiven Rennsport.
Beim Großen Preis von Großbritannien 2009 gab Ralf Waldmann als Ersatzfahrer für den Russen Wladimir Leonow im Viessmann Kiefer Racing Team ein Kurzcomeback in der 250-cm³-Weltmeisterschaft. Er stürzte mit seiner Aprilia nach wenigen Runden und schied aus.
In seiner langjährigen WM-Karriere bestritt Waldmann 169 Grand-Prix-Rennen, von denen er 20 gewinnen konnte. Er ist damit der erfolgreichste Pilot der WM-Geschichte, der nie Weltmeister wurde.
Im März 2009 kaufte Waldmann zusammen mit dem ehemaligen Motorradrennfahrer Martin Wimmer das Motorrad- und Zweiradwerk Zschopau und versuchte bis 2013 vergeblich, das Unternehmen zu sanieren.
2016 wurde Waldmann MotoGP-Co-Moderator an der Seite von Jan Stecker bei Eurosport als Nachfolger von Alex Hofmann, der zu ServusTV gewechselt war.
Am 10. März 2018 starb Ralf Waldmann im Alter von 51 Jahren an einem Herzinfarkt. Er wurde in Ennepetal bestattet.

## Statistik

### Ehrungen
- ADAC Motorsportler des Jahres 1996
- Ralf-Waldmann-Kurve auf dem Sachsenring (Kurve 11) 2018[9][10]

### In der Motorrad-Weltmeisterschaft
| Saison | Klasse  | Motorrad | Rennen | Siege | Podien | Poles | Punkte | Ergebnis |
| ------ | ------- | -------- | ------ | ----- | ------ | ----- | ------ | -------- |
| 1986   | 80 cm³  | Seel     | 1      | –     | –      | –     | –      | –        |
| 1987   | 80 cm³  | Seel     | 4      | –     | –      | –     | 1      | 28.      |
| 1988   | 80 cm³  | Seel     | 1      | –     | –      | –     | –      | –        |
| 1989   | 80 cm³  | Seel     | 6      | –     | –      | –     | 23     | 14.      |
| 1989   | 125 cm³ | JJ Cobas | 3      | –     | –      | –     | –      | –        |
| 1990   | 125 cm³ | JJ Cobas | 13     | –     | –      | –     | 19     | 23.      |
| 1991   | 125 cm³ | Honda    | 12     | 2     | 4      | 1     | 141    | 3.       |
| 1992   | 125 cm³ | Honda    | 13     | 3     | 6      | 1     | 112    | 3.       |
| 1993   | 125 cm³ | Aprilia  | 14     | 1     | 5      | –     | 160    | 4.       |
| 1994   | 250 cm³ | Honda    | 14     | 1     | 2      | –     | 156    | 5.       |
| 1995   | 250 cm³ | Honda    | 13     | 3     | 7      | –     | 203    | 3.       |
| 1996   | 250 cm³ | Honda    | 14     | 4     | 13     | 1     | 268    | 2.       |
| 1997   | 250 cm³ | Honda    | 15     | 4     | 8      | 4     | 248    | 2.       |
| 1998   | 500 cm³ | Modenas  | 12     | –     | –      | –     | 46     | 14.      |
| 1999   | 250 cm³ | Aprilia  | 14     | –     | 3      | 1     | 131    | 6.       |
| 2000   | 250 cm³ | Aprilia  | 16     | 2     | 2      | 2     | 143    | 7.       |
| 2002   | 250 cm³ | Aprilia  | 3      | –     | –      | –     | 17     | 19.      |
| 2009   | 250 cm³ | Aprilia  | 1      | –     | –      | –     | –      | –        |
| Gesamt | Gesamt  | Gesamt   | 169    | 20    | 50     | 10    | 1668   |          |

Siege (chronologisch)
| Saison | Klasse  | Siege                                                |
| ------ | ------- | ---------------------------------------------------- |
| 1991   | 125 cm³ | Deutschland Niederlande                              |
| 1992   | 125 cm³ | Japan Australien Spanien                             |
| 1993   | 125 cm³ |                                                      |
| 1994   | 250 cm³ | Italien                                              |
| 1995   | 250 cm³ | Australien Japan Frankreich                          |
| 1996   | 250 cm³ | Niederlande Deutschland Osterreich Italien           |
| 1997   | 250 cm³ | Spanien Vereinigtes Konigreich Katalonien Australien |
| 2000   | 250 cm³ | Spanien Vereinigtes Konigreich                       |

Einzelergebnisse
| Saison | Klasse  | 1          | 2           | 3           | 4                                              | 5                                              | 6                                              | 7                      | 8                      | 9                      | 10                     | 11                     | 12                 | 13                 | 14          | 15         | 16          | 17       |
| ------ | ------- | ---------- | ----------- | ----------- | ---------------------------------------------- | ---------------------------------------------- | ---------------------------------------------- | ---------------------- | ---------------------- | ---------------------- | ---------------------- | ---------------------- | ------------------ | ------------------ | ----------- | ---------- | ----------- | -------- |
| 1986   | 80 cm³  | Spanien    | Italien     | Deutschland | Osterreich                                     | Jugoslawien Sozialistische Föderative Republik | Niederlande                                    | Vereinigtes Konigreich | San Marino             | Baden-Württemberg      |                        |                        |                    |                    |             |            |             |          |
| 1986   | 80 cm³  |            |             |             |                                                |                                                |                                                | 19                     |                        |                        |                        |                        |                    |                    |             |            |             |          |
| 1987   | 80 cm³  | Spanien    | Deutschland | Italien     | Osterreich                                     | Jugoslawien Sozialistische Föderative Republik | Niederlande                                    | Vereinigtes Konigreich | Tschechoslowakei       | San Marino             | Portugal               |                        |                    |                    |             |            |             |          |
| 1987   | 80 cm³  |            | 10          |             | 12                                             |                                                | 19                                             |                        | DNF                    |                        |                        |                        |                    |                    |             |            |             |          |
| 1988   | 80 cm³  | Spanien    | Spanien     | Italien     | Deutschland                                    | Niederlande                                    | Jugoslawien Sozialistische Föderative Republik | Tschechoslowakei       |                        |                        |                        |                        |                    |                    |             |            |             |          |
| 1988   | 80 cm³  |            | 17          |             |                                                |                                                |                                                |                        |                        |                        |                        |                        |                    |                    |             |            |             |          |
| 1989   | 80 cm³  | Spanien    | Italien     | Deutschland | Jugoslawien Sozialistische Föderative Republik | Niederlande                                    | Tschechoslowakei                               |                        |                        |                        |                        |                        |                    |                    |             |            |             |          |
| 1989   | 80 cm³  | 8          | 14          | 7           | DNF                                            | 12                                             | 19                                             |                        |                        |                        |                        |                        |                    |                    |             |            |             |          |
| 1989   | 125 cm³ | Japan      | Australien  | Spanien     | Italien                                        | Deutschland                                    | Osterreich                                     | Niederlande            | Belgien                | Frankreich             | Vereinigtes Konigreich | Schweden               | Tschechien         |                    |             |            |             |          |
| 1989   | 125 cm³ |            |             |             |                                                |                                                |                                                |                        |                        |                        | DNF                    | 19                     | DNF                |                    |             |            |             |          |
| 1990   | 125 cm³ | Japan      | Spanien     | Italien     | Deutschland                                    | Osterreich                                     | Jugoslawien Sozialistische Föderative Republik | Niederlande            | Belgien                | Frankreich             | Vereinigtes Konigreich | Schweden               | Tschechien         | Ungarn             | Australien  |            |             |          |
| 1990   | 125 cm³ |            | DNF         | 25          | 11                                             | 16                                             | 4                                              | DNF                    | DNF                    | DNF                    | 15                     | 23                     | DNF                | DNF                | DNF         |            |             |          |
| 1991   | 125 cm³ | Japan      | Australien  | Spanien     | Italien                                        | Deutschland                                    | Osterreich                                     | Europa                 | Niederlande            | Frankreich             | Vereinigtes Konigreich | San Marino             | Tschechien         | Malaysia           |             |            |             |          |
| 1991   | 125 cm³ | 7          | 5           | 7           | 9                                              | 1                                              | 2                                              | 6                      | 1                      | 2                      | DNF                    | 4                      | 8                  |                    |             |            |             |          |
| 1992   | 125 cm³ | Japan      | Australien  | Malaysia    | Spanien                                        | Italien                                        | Europa                                         | Deutschland            | Niederlande            | Ungarn                 | Frankreich             | Vereinigtes Konigreich | Brasilien          | Sudafrika 1961     |             |            |             |          |
| 1992   | 125 cm³ | 1          | 1           | 3           | 1                                              | DNF                                            | 12                                             | 3                      | 9                      | 2                      | 10                     | 7                      | 15                 | 6                  |             |            |             |          |
| 1993   | 125 cm³ | Australien | Malaysia    | Japan       | Spanien                                        | Osterreich                                     | Deutschland                                    | Niederlande            | Europa                 | San Marino             | Vereinigtes Konigreich | Tschechien             | Italien            | Vereinigte Staaten |             |            |             |          |
| 1993   | 125 cm³ | DNF        | 5           | 6           | 2                                              | 9                                              | 5                                              | DNF                    | 2                      | 4                      | 3                      | DNF                    | 5                  | 3                  | 1           |            |             |          |
| 1994   | 250 cm³ | Australien | Malaysia    | Japan       | Spanien                                        | Osterreich                                     | Deutschland                                    | Niederlande            | Italien                | Frankreich             | Vereinigtes Konigreich | Tschechien             | Vereinigte Staaten | Argentinien        | Europa      |            |             |          |
| 1994   | 250 cm³ | 7          | 6           | DNF         | 4                                              | 5                                              | 6                                              | 4                      | 1                      | 4                      | 7                      | 2                      | 10                 | 8                  | 7           |            |             |          |
| 1995   | 250 cm³ | Australien | Malaysia    | Japan       | Spanien                                        | Deutschland                                    | Italien                                        | Niederlande            | Frankreich             | Vereinigtes Konigreich | Tschechien             |                        | Argentinien        | Europa             |             |            |             |          |
| 1995   | 250 cm³ | 1          | 4           | 1           | 5                                              | DNF                                            | 4                                              | 2                      | 1                      | 3                      | 3                      | 4                      | 6                  | 3                  |             |            |             |          |
| 1996   | 250 cm³ | Malaysia   | Indonesien  | Japan       | Spanien                                        | Italien                                        | Frankreich                                     | Niederlande            | Deutschland            | Vereinigtes Konigreich | Osterreich             | Tschechien             | Italien            | Katalonien         |             | Australien |             |          |
| 1996   | 250 cm³ | DNS        | 3           | 8           | 3                                              | 3                                              | 2                                              | 1                      | 1                      | 2                      | 1                      | 3                      | 1                  | 3                  | 2           | 2          |             |          |
| 1997   | 250 cm³ | Malaysia   | Japan       | Spanien     | Italien                                        | Osterreich                                     | Frankreich                                     | Niederlande            | Italien                | Deutschland            |                        | Vereinigtes Konigreich | Tschechien         | Katalonien         | Indonesien  | Australien |             |          |
| 1997   | 250 cm³ | 4          | 5           | 1           | 4                                              | 2                                              | 3                                              | 2                      | 4                      | 3                      | 12                     | 1                      | 4                  | 1                  | 7           | 1          |             |          |
| 1998   | 500 cm³ | Japan      | Malaysia    | Spanien     | Italien                                        | Frankreich                                     |                                                | Niederlande            | Vereinigtes Konigreich | Deutschland            | Tschechien             | Italien                | Katalonien         | Australien         | Argentinien |            |             |          |
| 1998   | 500 cm³ | DNF        | 9           | 10          | 11                                             | 12                                             | 10                                             | DNS                    |                        | 7                      | 13                     | 15                     | 12                 | DNF                | 15          |            |             |          |
| 1999   | 250 cm³ | Malaysia   | Japan       | Spanien     | Frankreich                                     | Italien                                        | Katalonien                                     | Niederlande            | Vereinigtes Konigreich | Deutschland            | Tschechien             | Italien                | Valencia           | Australien         | Sudafrika   |            | Argentinien |          |
| 1999   | 250 cm³ | DNS        |             | 6           | 4                                              | 2                                              | DNF                                            | 6                      | 8                      | 3                      | 2                      | 7                      | DNF                | 5                  | DNF         | 7          | 11          |          |
| 2000   | 250 cm³ | Sudafrika  | Malaysia    | Japan       | Spanien                                        | Frankreich                                     | Italien                                        | Katalonien             | Niederlande            | Vereinigtes Konigreich | Deutschland            | Tschechien             | Portugal           | Valencia           |             | Japan      | Australien  |          |
| 2000   | 250 cm³ | 7          | 4           | DNF         | 1                                              | 8                                              | DNF                                            | 7                      | 24                     | 1                      | 8                      | 5                      | DNF                | 13                 | 6           | 7          | 4           |          |
| 2002   | 250 cm³ | Japan      | Sudafrika   | Spanien     | Frankreich                                     | Italien                                        | Katalonien                                     | Niederlande            | Vereinigtes Konigreich | Deutschland            | Tschechien             | Portugal               |                    | Japan              | Malaysia    | Australien | Valencia    |          |
| 2002   | 250 cm³ |            |             |             |                                                |                                                |                                                | 11                     |                        | 9                      | 11                     |                        |                    |                    |             |            |             |          |
| 2009   | 250 cm³ | Katar      | Japan       | Spanien     | Frankreich                                     | Italien                                        | Katalonien                                     | Niederlande            | Vereinigte Staaten     | Deutschland            | Vereinigtes Konigreich | Tschechien             | Indianapolis       | San Marino         | Portugal    | Australien | Malaysia    | Valencia |
| 2009   | 250 cm³ |            |             |             |                                                |                                                |                                                |                        | DNF                    |                        |                        |                        |                    |                    |             |            |             |          |

### In der Superbike-Weltmeisterschaft
| Saison | Team                        | Motorrad        | Rennen | Siege | Zweiter | Dritter | Poles | Schn. Rennrunden | Punkte | Ergebnis |
| ------ | --------------------------- | --------------- | ------ | ----- | ------- | ------- | ----- | ---------------- | ------ | -------- |
| 2005   | Alpha Technik Van Zon Honda | Honda CBR1000RR | 1      | –     | –       | –       | –     | –                | –      | –        |
| Gesamt | Gesamt                      | Gesamt          | 1      | 0     | 0       | 0       | 0     | 0                | 0      |          |